# La ragazza sotto il lenzuolo
La ragazza sotto il lenzuolo è un film del 1961 diretto da Marino Girolami.
Si tratta di una commedia fantastica, un po' sulla falsariga delle precedenti La paura fa 90 (1951) e Tempi duri per i vampiri (1959), o della coeva produzione tedesca La ballata dei fantasmi (Das Spukschloß im Spessart, 1960) di Kurt Hoffmann, con Liselotte Pulver.

## Produzione

### Riprese
Il film è ambientato sulla riviera ligure, ma il castello-albergo è il Castello Odescalchi di Bracciano, in provincia di Roma.